# Live - Nach uns die Sintflut
Live - Nach uns die Sintflut è un doppio album dal vivo del gruppo musicale tedesco Die Ärzte, pubblicato nel 1988.

## Tracce
CD 1
1. Ouvertüre zum besten Konzert der Welt - 1:34
2. Radio brennt - 2:26
3. Mädchen - 2:32
4. Frank'n'stein - 2:04
5. Ohne dich - 2:02
6. Blumen - 3:01
7. Sweet Sweet Gwendoline - 2:04
8. Alleine in der Nacht - 2:31
9. Außerirdische - 2:16
10. Buddy Holly's Brille - 3:48
11. Popstar - 3:07
12. El Cattivo - 2:46
13. Madonnas Dickdarm - 1:53
14. Dein Vampyr - 2:31
15. Siegerin - 2:10
16. Westerland - 3:41
17. 2000 Mädchen - 2:51
18. Mysteryland - 3:24
19. Du willst mich küssen - 2:59
20. Gute Zeit - 2:56
21. Helmut K. - 2:11
22. Wie am ersten Tag - 2:51

CD 2
1. Wer hat an der Uhr gedreht? - 0:30
2. Medley - 6:00
3. Elke - 3:53
4. Ist das alles? - 3:05
5. Claudia - 4:58
6. Radio Rap - 2:31
7. Roter Minirock - 2:01
8. Scheisstyp - 2:17
9. Sie kratzt - 2:10
10. Teenager Liebe - 2:36
11. Vollmilch - 2:15
12. Ich bin wild - 3:34
13. Uns geht's prima - 1:48
14. Sprüche - 18:50
15. ♀ - 10:02

## Formazione
- Farin Urlaub - chitarra, voce
- Bela B. - batteria, voce
- Hagen Liebing - basso, voce